# Alcaloidi della vinca
Gli alcaloidi della vinca sono una famiglia di farmaci con attività anti-mitotica impiegati prevalentemente nella chemioterapia oncologica.

## Origine
Questi farmaci sono stati originariamente isolati dal Catharanthus roseus (pervinca del Madagascar). I primi alcaloidi ad essere impiegati in ambito terapeutico furono la vinblastina e la vincristina: successivamente si è riusciti ad ottenere anche degli alcaloidi semisintetici, come la vinorelbina.

## Farmacodinamica
Gli alcaloidi della Vinca agiscono durante la metafase inibendo la polimerizzazione della tubulina, la principale componente del citoscheletro. La polimerizzazione della tubulina è essenziale durante la mitosi e la produzione del fuso mitotico: il blocco di questa tappa impedisce la divisione cellulare. Questi farmaci risultano quindi particolarmente efficaci a contrastare le neoplasie, in cui spesso vi è un'anomala velocità di divisione: non essendo tuttavia dotati di specificità tendono a bloccare la mitosi anche nelle cellule sane, e possono dare vari effetti collaterali.